# BMW F 800
Die BMW F 800 war eine Reihe von Motorrädern des Fahrzeugherstellers BMW-Motorrad. Die Motorräder haben einen Reihen-Zweizylinder-Motor mit 798 cm³ Hubraum von Rotax.

## Modellvarianten
| F 800 S | Produktion 2006 – 2010 | Baureihe K71 |
| Die erste F 800. Ein sportliches Motorrad mit Halbverkleidung, Leichtmetall-Brückenrahmen, Tank im Heck, Einarmschwinge und Sekundärantrieb per Zahnriemen. |                        |              |
| F 800 ST | Produktion 2006 – 2012 | Baureihe K71 |
| Weitgehend baugleich mit der F 800 S, aber Vollverkleidung mit steilerer und höherer Scheibe, höherer und breiterer Lenker sowie serienmäßige Gepäckbrücke. |                        |              |
| F 800 GS | Produktion 2007 – 2018 | Baureihe K72 |
| Reiseenduro mit Gitterrohrrahmen, Upside-Down-Gabel, Zweiarmschwinge und Sekundärantrieb per O-Ring-Kette.                                                  |                        |              |
| F 650 GS | Produktion 2007 – 2012 | Baureihe K72 |
| Weitgehend baugleich mit der F 800 GS, aber gedrosselt und mit konventioneller Teleskopgabel sowie Gussrädern.                                              |                        |              |
| F 800 R | Produktion 2009 – 2019 | Baureihe K73 |
| Naked Bike mit Leichtmetall-Brückenrahmen, Zweiarmschwinge und Sekundärantrieb per O-Ring-Kette.                                                            |                        |              |
| F 800 GT | Produktion 2012 – 2019 | Baureihe K71 |
| Nachfolgerin der F 800 ST mit mehr Leistung, neuer Verkleidung und mehr Komfort.                                                                            |                        |              |
| F 700 GS | Produktion 2012 – 2018 | Baureihe K70 |
| Nachfolgerin der F 650 GS mit Doppelscheibenbremse. |                        |              |
| F 800 GS Adventure | Produktion 2013 – 2018 | Baureihe K75 |
| F 800 GS mit besserer Ausstattung wie größerem Tank. |                        |              |

Die F 800 schlossen die Lücke im BMW-Motorradprogramm zwischen den einzylindrigen Einsteigermodellen der bis 2008 produzierten F 650-Baureihe und den großen R- und K-Baureihen.
Alle F 800 haben im Sekundärantrieb eine Ruckdämpfung. Auch die Anordnung des Tankes unter der Sitzbank ist bei allen Motorrädern der Reihe bis etwa Mitte 2018 identisch.

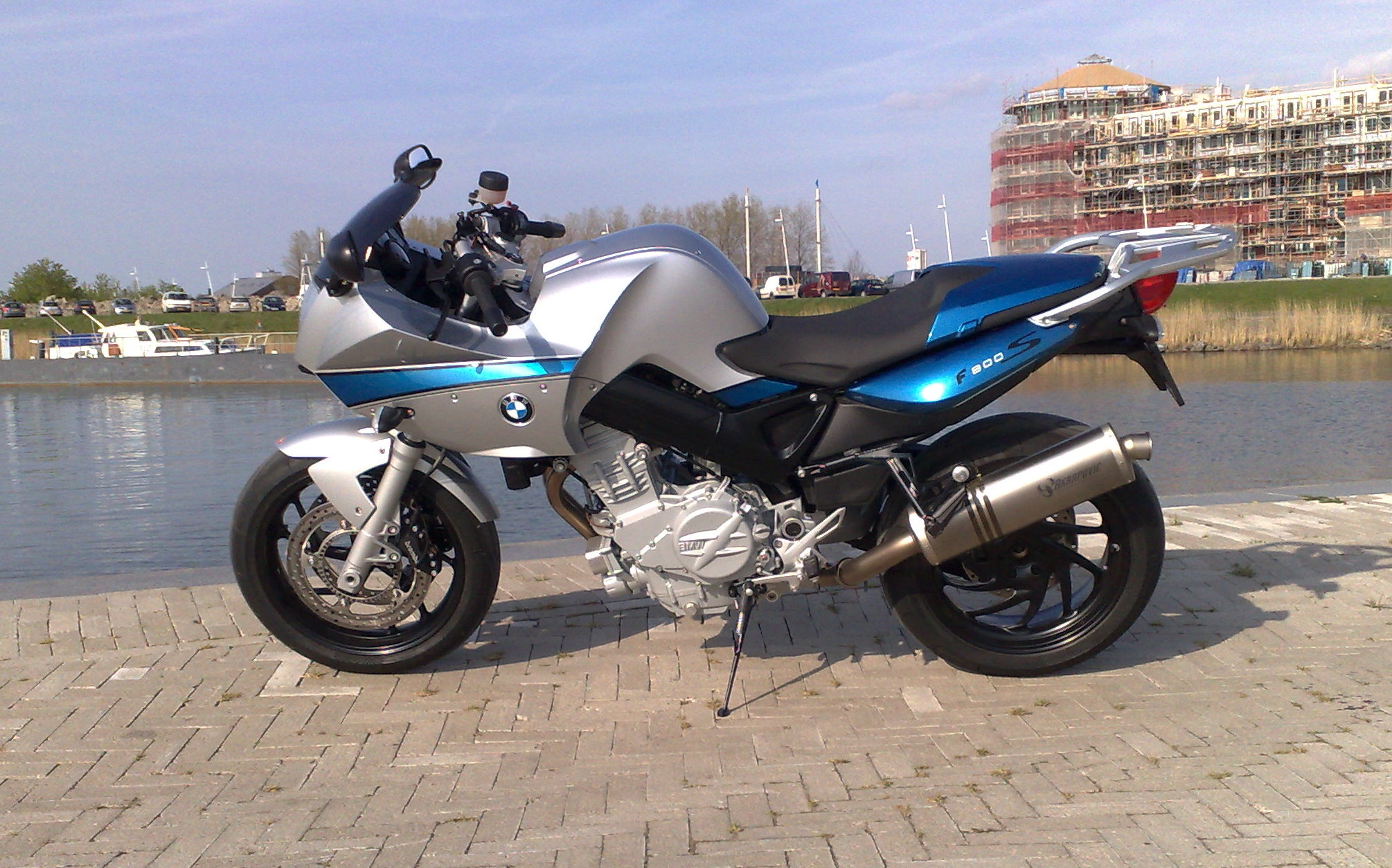
BMW F 800 S
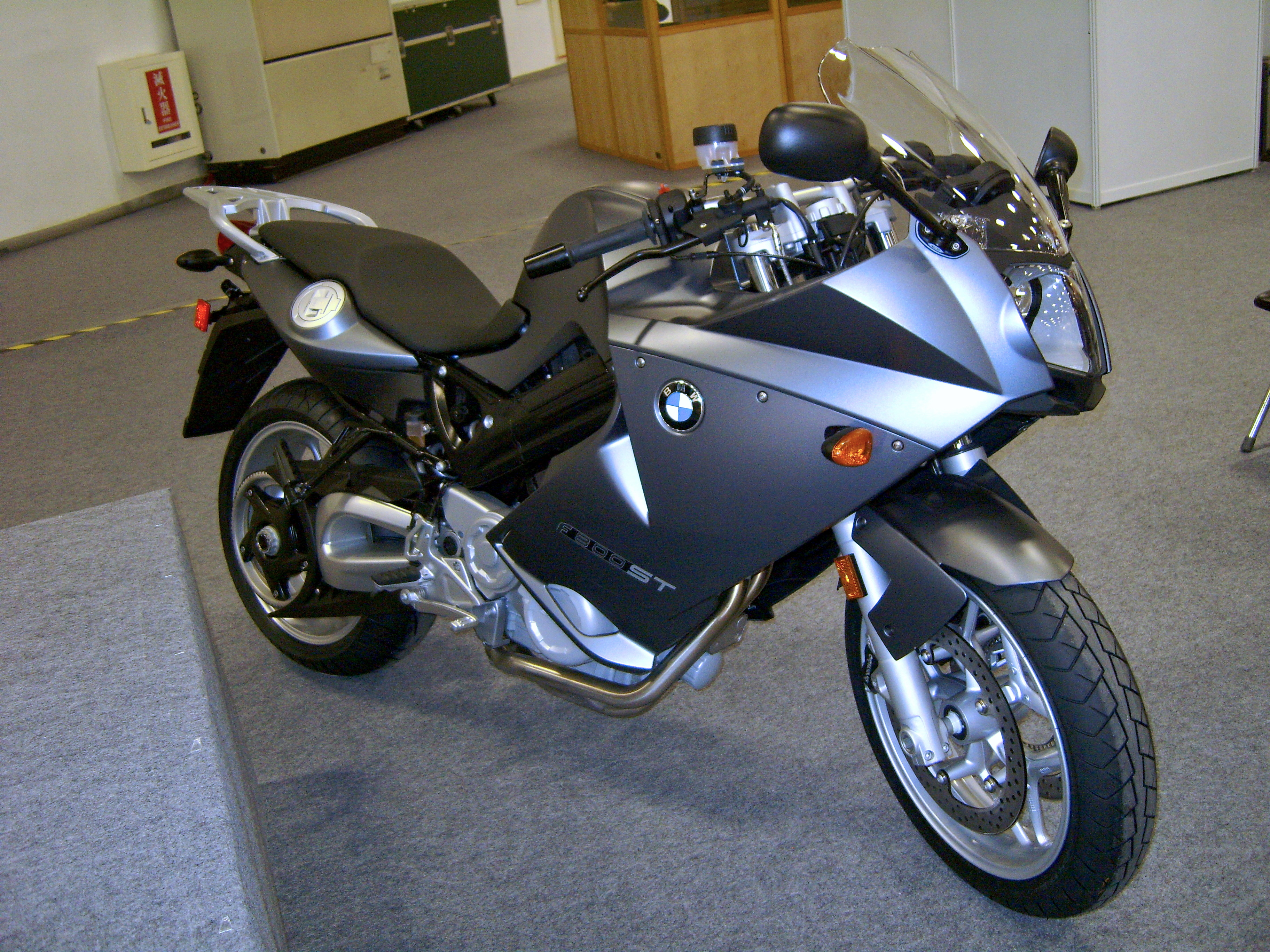
BMW F 800 ST
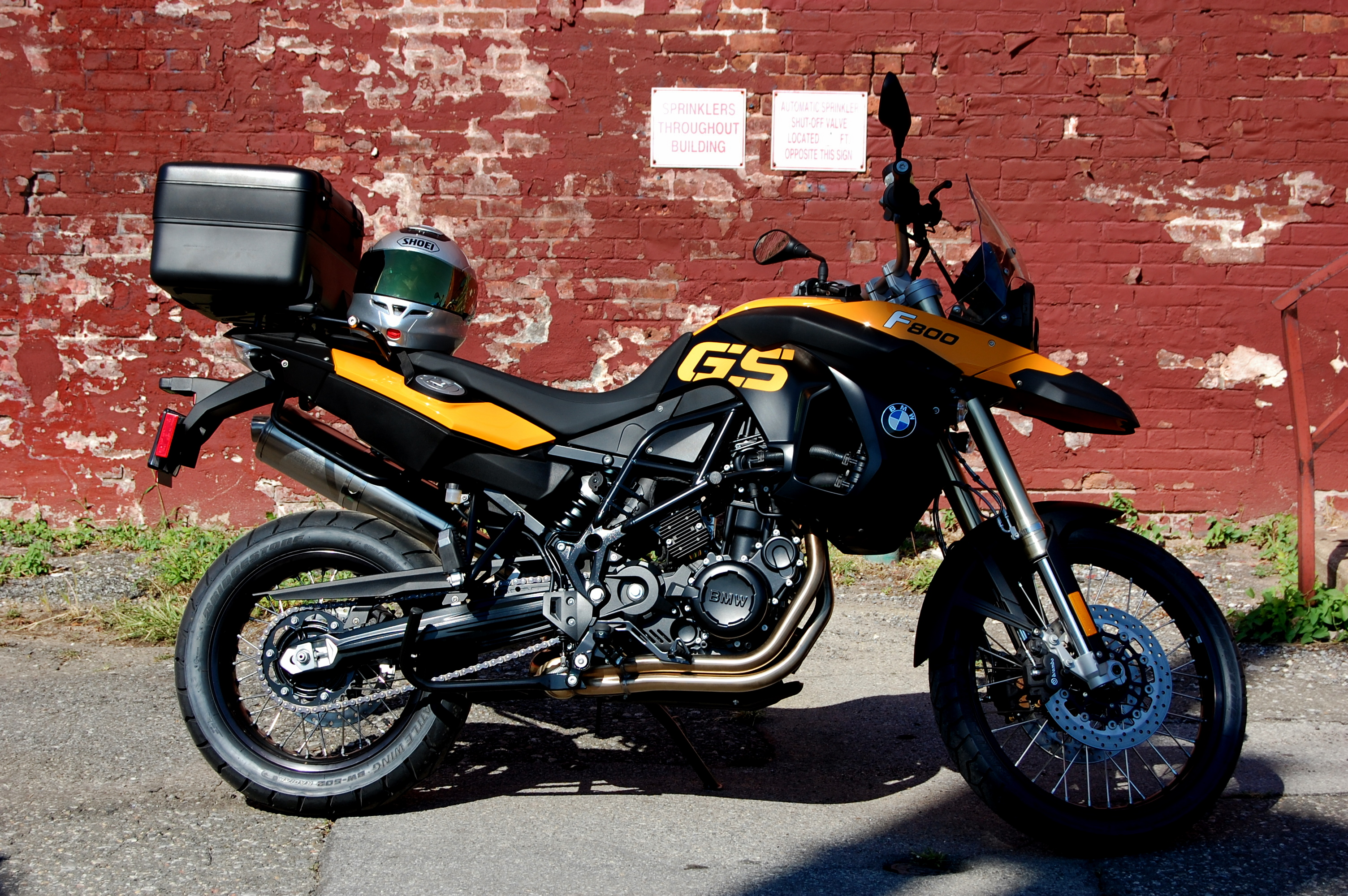
BMW F 800 GS
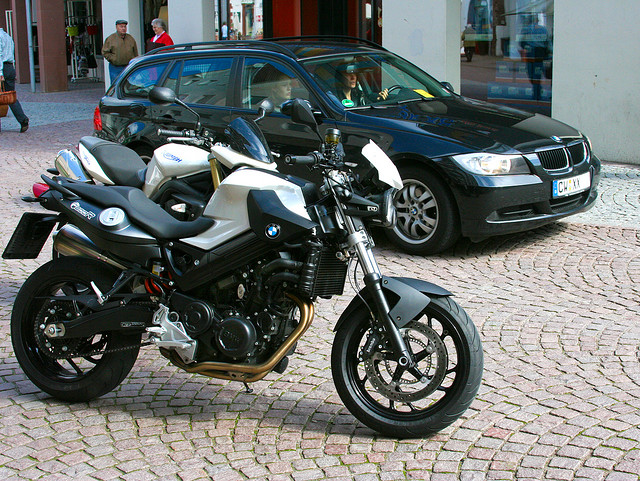
BMW F 800 R
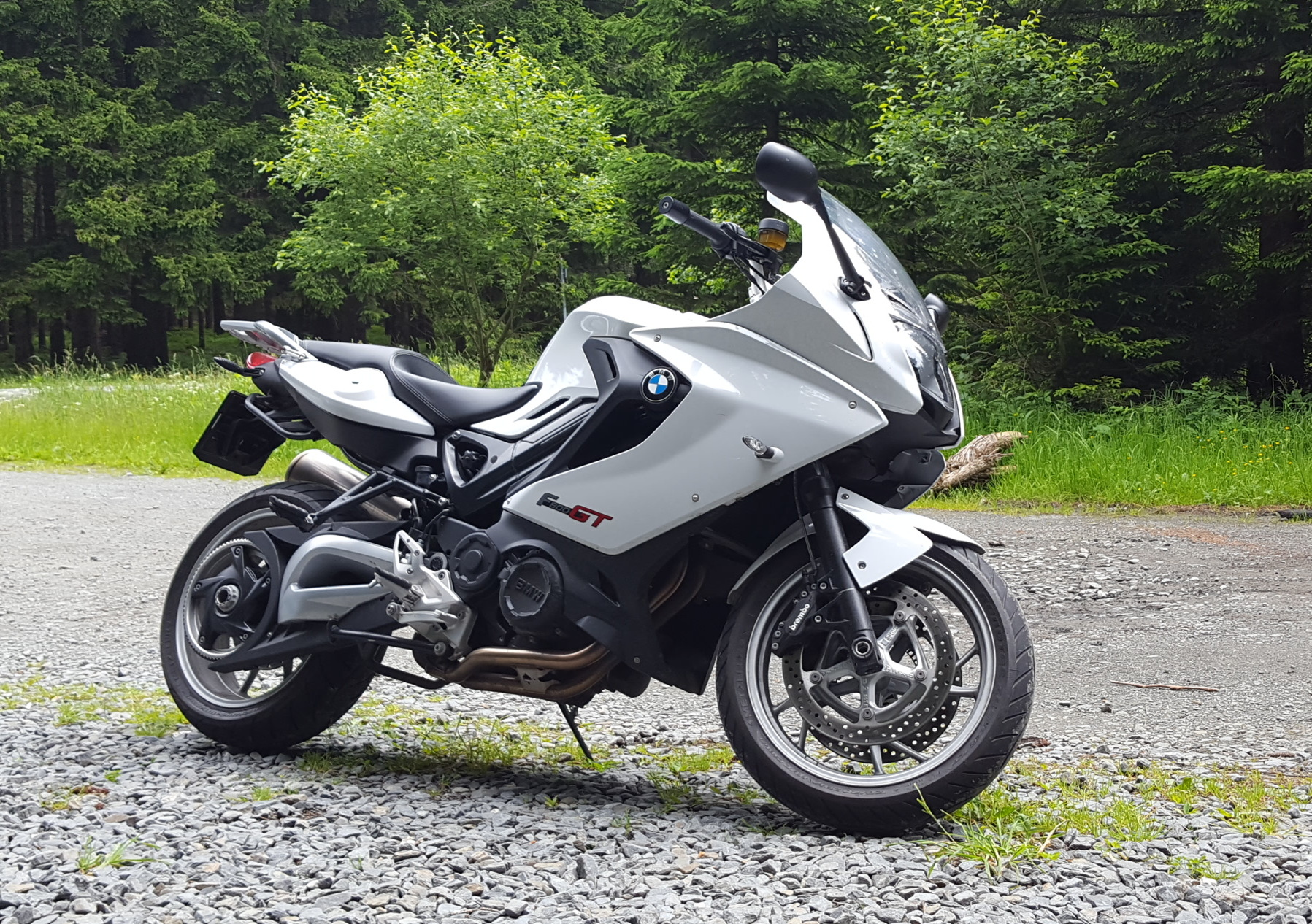
BMW F 800 GT

## Motor

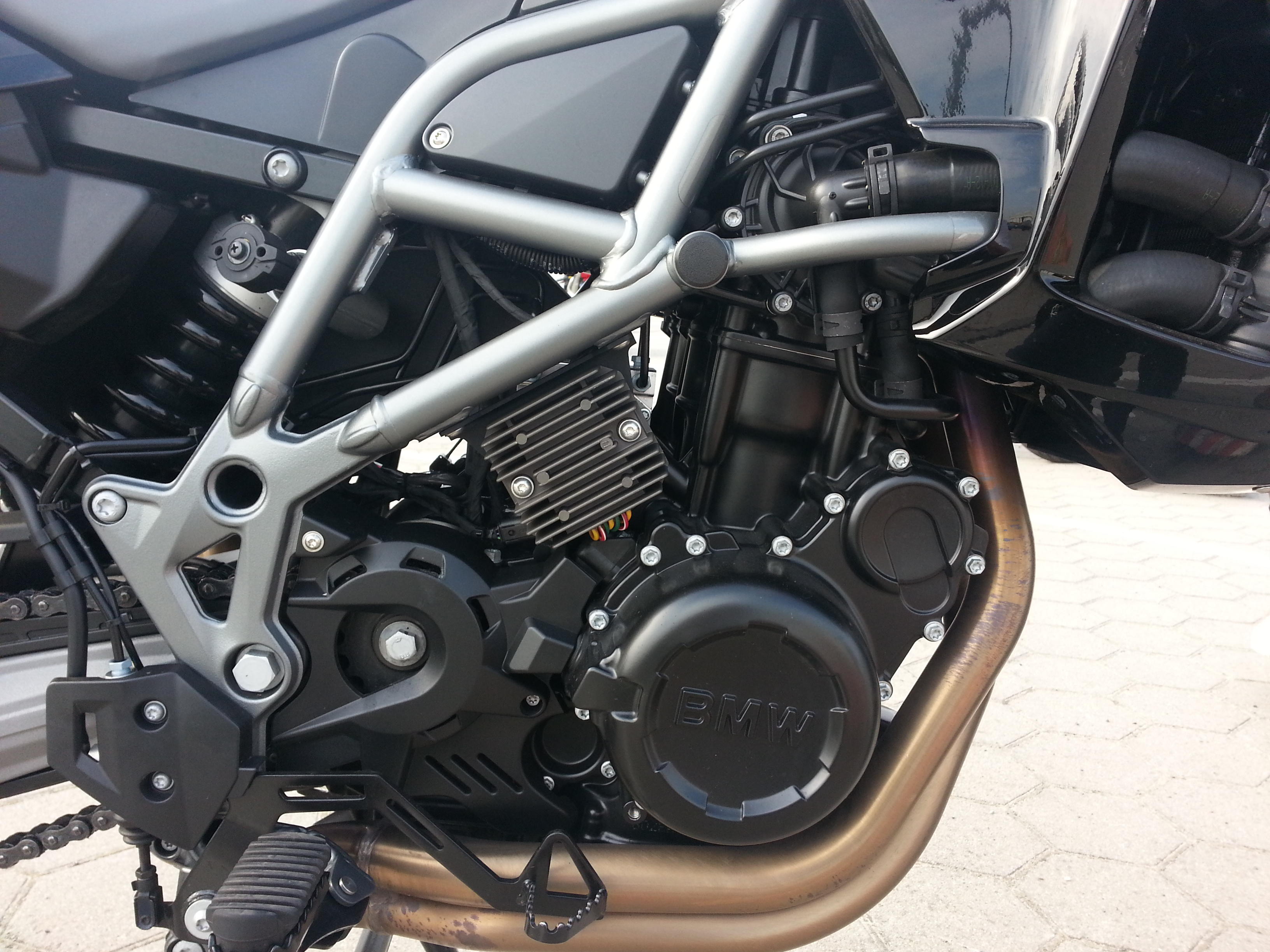
Rotax-Motor in einer
F 800 GS vor 2018

Die F 800 treibt ein wassergekühlter Parallel-Twin mit 798 cm³ Hubraum an. Als Neuheit im Serienmotorradbau besitzt er ähnlich dem der Ducati Supermono statt Ausgleichswellen ein Ausgleichspleuel, das auf einem eigenen Hubzapfen mit 180° Hubversatz zu den Kolben zwischen beiden sitzt. Das Ausgleichspleuel ist an einem Schwingarm geführt, der unter dem Getriebe liegt. Dieser Massenausgleich wurde bei Rotax erfunden und patentiert.
Die Kurbelwelle ist vierfach gelagert. Die vier Ventile pro Zylinder werden von zwei obenliegenden Nockenwellen gesteuert. Das Motorgeräusch gleicht durch den gleichmäßigen Zündversatzes von 360° dem der Boxermotoren. Der Motor ist mit einer Einspritzanlage und einem geregelten Drei-Wege-Katalysator ausgestattet. Der Motor leistet bis zu 63 kW (85 PS) bei 7.500 bzw. 8.000/min in GS bzw. S/ST und bis zu 64 kW (87 PS) oder 66 kW (90 PS) bei 8.000/min in F 800 R. Er erreicht ein maximales Drehmoment von 83 Nm bei 5.750/min in GS und ansonsten 86 Nm bei 5.800/min.